# 早見一十一
早見 一十一（はやみ いそい、1895年〈明治28年〉1月11日 - 1990年〈平成2年〉6月23日）は、日本の美容師。大正時代から昭和時代にかけ、洋髪（女性の西洋風の髪形）の普及に努めると共に、戦後の生活に困窮する女性たちのために早見美容学校（後の早見芸術学園）の創設など、生涯を美容師の地位向上に尽くした。夫（後夫）は早見美容学校初代校長の遠藤千之。栃木県出身。

## 経歴
東京市芝区（後の東京都港区）で、二男二女の兄弟姉妹の次女、三子として誕生した。誕生日の1月11日にちなんで「一十一」と命名された。
小学校卒業までを栃木県小山町（後の小山市）で過ごした後、東京高等女学校、日本女子大学教育学部一部へ進学した。卒業時には建築家としてアメリカに渡る機会を得たが、アメリカ帰りの弟を病気で失った父がこれに強く反対し、挫折した。
1918年（大正7年）に、神奈川県鎌倉町（後の鎌倉市）の鶴岡八幡宮近隣の薬屋「中庸屋」に嫁いだ。薬屋では、店の中心として働いた。女子大時代に習得した化学の知識をいかして、調剤もこなした。その働きぶりが評判を呼び、店は大繁盛した。しかし1923年（大正12年）、関東大震災で店が倒壊し、借家のために店の再建も困難であった。

### 美容師への転向
一十一の姉は、芝居好きの父の影響で、若い頃から着付けをこなし、鎌倉の六地蔵で美容院を営んでいた。そこで一十一は、美容師ならば収入が得られる上に、定年が無いと考えて、残りの財産をすべて異母弟に譲り、姉に弟子入りして美容師の道を目指した。
姉が後に活動拠点を東京に移したことから、一十一は1925年（大正14年）に鎌倉の店を継いで、「銀座美容院出張所」を開業した。鎌倉美容組合の組合長も務めた。当時の美容師は、会合では居並ぶ関係者に酌をして回るのが当然のような、見下げられた存在であったため、組合で一十一が会長として挨拶を述べると、「女が挨拶をした」と評判となった。
1933年（昭和8年）に、夫と死別した。1936年（昭和11年）、仲人であり旧知の仲でもあるヘアデザイナー志望者の遠藤千之と再婚した。翌1937年（昭和12年）より、着付け、美顔術、パーマネントウエーブなどの美容師の指導に乗り出し、女性が個性的な化粧や髪形を楽しめるような仕事の可能な美容師の養成を、夫妻で目指した。
遠藤は一十一と結婚するまで、アメリカで15年にわたって美容を学んでおり、1938年（昭和13年）には美容啓蒙雑誌『日本国際美容』を発刊した。発行元の「イソイプロダクト」は、一十一の名を冠したものである。一方で一十一は「イソイシャンプー」を考案し、ほぼ毎日、19時から21時まで講習会を開催し、美容師の技術向上に努めた。洋髪の普及に努めたことで、「鎌倉はパーマのメッカ」と呼ばれるに至った。

### 戦中
戦中は美容が「華美な風俗」の象徴として、弾圧を受けた（パーマネントウエーブ#パーマに関する事柄も参照）。1943年（昭和18年）には電力消費規制が実施され、実質上パーマ機が使用不能になったが、なおも炭を利用して器具を温めるなど、工夫を凝らして営業を続けた。「贅沢は敵」の時代にあっても、「お洒落は贅沢ではない」が一十一の主張であった。戦地に行く看護婦が、横須賀からも訪れた。
戦局の悪化につれ、鍋から指輪に至るまで、金属類が供出させられる頃になると、パーマ機は真っ先に供出対象となったことから、一十一は組合員の分も含めてパーマ機を倉庫に保管した。発覚すれば非国民と見なされる危険は承知の上での行為であり、「戦争に積極的に協力するより、仕事を守ろう」「お洒落を楽しむことは、人生を豊かに生きること。贅沢とは違う」との信念を貫いた。

### 戦後
一十一がパーマ機を保護したことにより、鎌倉では戦後、いち早くパーマを復活させることができた。戦後間もない頃は仮営業所であったが、早朝から客が列をなすほどであった。
戦前の電気式パーマとは異なる、加熱を伴わないコールドパーマが登場すると、一十一の店も早速それを導入し、さらに客が増加した。新しい薬品が登場するたびに、薬屋で調剤を務めていた頃と同様、女子大時代に学んだ化学の知識が役に立った。

### 美容学校の設立・美容師の地位向上
戦後は生活に困窮する女性も多かったことから、一十一は「美容師は経済的自立と子育てを両立できる仕事」と考えて、1947年（昭和22年）に早見美容学校（後の早見芸術学園）を創設し、夫の遠藤千之が初代校長を務めた。学校の設計は一十一自らが務め、校内で人々がゆったりと、伸びやかに動ける環境を目指した。
一十一が学校で心掛けたことは、女子大時代に教わった人間教育であり、「センスと教養と人間味を持ち合せ、科学に強い美容師の養成が、平和な日本にふさわしい」ということだった。そして「美容師が経済的にも社会的にも職業人として認められるためには、日本文化にも通じる教養を身につけることが必要」と考え「人格第一、技術これにつぐ」との校是を定めた。生徒を奈良や京都へ連れて行き、伝統文化に触れさせ、礼儀や言葉遣いを厳しく教えた。昭和30年代には鎌倉の本覚寺などで、毎年のように夏期美容大学講座を主催し、技術と知識と教養の3本立ての学習を指導した。
校是を生徒たちに理解させるため、毎週月曜に朝礼を実施し、時事問題や社会問題や国際問題などに触れつつ、自身の考え、美容師としての心得を説いた。実習においては一十一自身がモデルとなり、生徒たちに化粧をさせ、爪を塗らせ、着付けをさせた。
また戦後から間もない時期は、美容業は依然として理容の傘下にあった。夫の遠藤が巨体の上に英語に堪能であったことから、一十一は山野千枝子や他の美容家たちと共に、遠藤を先頭に立ててGHQへ乗り込み、美容業の理容からの分離・独立の必要性と現状を訴えた。この運動の結果、それまでの「理容師法」は「理容師美容師法」に生まれ変わり、6年後の1957年（昭和32年）に、美容師だけを対象とした単独の「美容師法」の制定に至った。
1966年（昭和41年）に遠藤が死去した後、一十一が早見芸術学園の第2代校長を継いだ。他に神奈川美容師会、全日本婚礼美容家協会などを設立し、会長を務めた。歌舞伎や着物を好み、着物を美しく着こなす着付けの普及にも尽力した。
戦中には遠藤が戦局把握のために聞いていたボイス・オブ・アメリカの情報を頼り、鎌倉の文士、作家、画家たちが家に集い、一十一が一同の食事を作っていた縁で、そうした文士たちが戦後に「鎌倉ペンクラブ」「鎌倉アカデミー」を結成しており、一十一の開催する講習を支えた。

### 晩年 - 没後
1990年（平成2年）6月23日、神奈川県鎌倉市の清川病院で、腸閉塞により満95歳で死去した。葬儀は鎌倉市東慶寺で、学園葬として執り行われた。
没後の同1990年7月、従六位に叙された。葬儀の行われた東慶寺は、戦争で住居を失った際に部屋を借りた縁で、一十一が自分の庭のようにこよなく愛した場所であり、墓碑もこの東慶寺にある。
一十一が早見美容学校で定めた「人格第一、技術これにつぐ」の校是は、令和期以降まで早見芸術学園に受け継がれている。また一十一が戦争から守り抜いた当時の電気式パーマ機は「パーマネントミシン」と呼ばれ、早見芸術学園に保管されている。
着付けに関する著作物も、数多く残されている。中でも1966年（昭和41年）刊行の『きもの百科事典』は、昭和中期の著作ながら、21世紀以降においても「着付け書の白眉」と評されている。

## 人物
美容師でもある姪は、後に一十一を「どんな圧力にも屈しない、お洒落心を持った人だった」と語っている。真っすぐなものと真っすぐでないもの、美しいものと美しくないものを選り分ける人生であり、生涯勉強の意気にあふれており、「いつも16歳の生徒との競争です」と語っていた。晩年にも食事では大きなステーキを平らげ、ブラックコーヒーを好むという健啖家であった。
なお生涯において、東京へ美容業を進出させなかった理由は、「東京に出店した姉に対する節操だった」という。

## 著作
- 『きもの百科事典』女性モード社、1966年10月1日。 NCID BN11483987。
- 『きものごころ 早見一十一随筆集』女性モード社〈美容文庫〉、1978年6月。 NCID BA54370732。